# Plötzlich und unerwartet – eine Déjà-Revue
Plötzlich Und Unerwartet – eine Déjà Revue ist ein Kurzfilm des deutschen Experimentalfilmers Michael Brynntrup aus dem Jahr 1993. Der Film beschreibt einen surrealistisch-absurden Kreislauf von Aktivitäten auf einem Friedhof, aus dem die Akteure nicht ausbrechen können.

## Handlung
Die Geschichte des Kurzfilms erzählt von Egon Hettemann (Udo Kier), der zunächst an einer Bestattungsvorsorge-Beratung teilnimmt und dort „plötzlich und unerwartet“ mit einer Totenkopfmaske konfrontiert wird. Die Zeit scheint für einen Moment stehenzubleiben. Der Zuschauer folgt von nun an dieser Totenkopfmaske. Auf dem Friedhof gerät die Maske in die Hände verschiedener Trauergäste und Friedhofsangestellter. Das Wandern der Totenkopfmaske von einer Person zur anderen vermittelt dem Zuschauer den Eindruck einer zeitlichen Kontinuität. Sehr bald gerät der Zuschauer in Situationen, die er glaubt, bereits gesehen zu haben, – Situationen, die er in der kontinuierlichen Filmerzählung bereits passiert hat, also das titelgebende Déjà-vu.

## Struktur
Der Film zeichnet sich aus durch sein dramaturgisch-nonlineares Erzählkonzept. Das klassische Prinzip der dramatischen Geschlossenheit (Einheit von Ort, Zeit und Handlung) wird hier auf besondere Weise intensiviert und konzentriert: der Ort ist der eingehegte Bezirk eines Friedhofs, die Zeit ist auf wenige Minuten erzählte Zeit reduziert, und als Handlung verläuft die Bestattung paradoxerweise rückwärts. Der Film ist durch wiederkehrenden Erzählschlaufen so gegliedert, dass der Zuschauer immer wieder zu den verschiedenen Zeitpunkten des chronologischen Geschehens zurückkehrt.

## Hintergründe
Der Film entstand 1992 auf dem Höhepunkt der AIDS-Krise. Im Film treten viele Stars der Berliner Tuntenszene auf (z. B. Tima die Göttliche, Ovo Maltine, Jürgen Baldiga, Chou Chou de Briquette), die sich zeitgleich auch in der Aidsprävention engagieren.
Besondere Bedeutung erhält der 16-mm-Film Mitte der 90er-Jahre an der Schnittstelle zu den Neuen Medien. So wurde der Film unter den Aspekten seiner Nonlinearität und Interaktivität auf verschiedenen, internationalen Symposien zu den neuen, digitalen Techniken präsentiert und diskutiert (z. B. bei der Digitale, einem Kongress der Kunsthochschule für Medien Köln, 1995).

## Kritiken
„‚Plötzlich und Unerwartet‘, ein Mehrfachschnitt durch eine Trauerfeierlichkeit. Durch mehrere Veränderungen und Überblendungen der zeitlichen und örtlichen Koordinaten entsteht die Vermutung, daß jede Friedhofszeremonie Ergebnis eines Mordkomplotts lüsterner Angehöriger oder raffgieriger Beerdigungunternehmer ist. Der Tod tritt als Maske auf, die sich unterschiedslos über verschiedene Gesichter stülpen läßt. (...) Der Tod ist tabu, weil er nicht in die sauberen Straßen paßt, er ist verdammt, ausgesondert in die begrenzte Zone Friedhof, genauso wie der Kranke am besten interniert gehört oder Homosexuelle als Randgruppe in der heterosexuell normierten Gesellschaft definiert werden.“
(Neues Deutschland, 18. November 1993)
„Spaß zwischen Gräbern – Wer Galgenhumor mag, weiß sich bei Michael Brynntrup in besten Händen. Denn in den skurrilen Stories des Berliner Filmemachers mangelt es an grotesken Gestalten, Friedhofsfetischisten und sonstigen Freaks weiß Gott nicht. (...) ‚Plötzlich und unerwartet‘ beispielsweise prangert auf sehr makabre und morbide Weise das tagtägliche Geschäft mit dem Tod an: da spekuliert eine ehrgeizige Bestattungsunternehmerin in kühler Büroatmosphäre über Sargkosten, ein Pfarrer gar spult seine Phrasen am Grab monoton wie eine Schallplatte runter, business as usual, sozusagen.“
(Nürnberger Zeitung, 21. März 1994)